# 华斯比
华斯比（1986年5月21日—），是一名中国大陆图书编辑和书评人，主要以中国推理小说作为工作重心。另有笔名时宜、云铭、苏轸等。

## 个人经历
华斯比是一名资深编辑，于《悬疑世界》和《漫客悬疑》等杂志任职多年，策划出版了《季警官的无厘头推理事件簿》、《黑曜馆事件》、《风名事件簿》、《拳无敌》等流行小说，在中国大陆的推理小说界有较高的威望。从2014年开始，华斯比每年会遴选当年最为值得关注的中国短篇推理小说，编辑《中国悬疑小说年选》系列丛书。
华斯比还开启了“中国推理草创期文献私人抢救计划”（又名“民国推理拾遗”），整理收集中華人民共和國建立前的中国推理小说，计划编辑出版二十余册“中国近现代侦探小说拾遗”丛书。虽然正确来说，“中华民国的推理小说”至今依然存在，但中国大陆的读者习惯将晚清至1949年前的中文推理小说统称为“民国推理”，现代台湾的推理小说则称为“台湾推理”。
2018年，他凭借自己的社会影响力，私人创办了“华斯比推理小说奖”，以表彰当年优秀的推理小说作品。第一届的获奖作品是柳荐棉的《猫的牺牲》和永晴的《猎凶》，两部作品都被收入了《2018年中国悬疑小说精选》当中。华斯比希望，这个私人奖项在未来可以更加成熟，增加评委的人数和评选部门，用以遴选中文世界最好的长篇推理小说与推理小说评论。

## 主要编纂作品
- 《2014年中国悬疑小说精选》 长江文艺出版社（2015） ISBN 9787535477606
  - 《塌方》 香无
  - 《苏醒2026》 迟卉
  - 《只有骗子知道》 亮亮
  - 《温柔地杀死少年们的方法》 南琅
  - 《元一与独木桥前的休止符》 己莫为、Prythm
  - 《羔羊之歌》 何许人
  - 《28楼的劫案》  E伯爵
  - 《诈骗短信》 苏伐
  - 《狮虎兽的复仇》 轩弦
  - 《河畔小屋》 何慕
  - 《中国悬疑之殇》 华斯比

- 《2015年中国悬疑小说精选》 长江文艺出版社（2016） ISBN 9787535485038
  - 《戴着镣铐起舞——中国大陆悬疑推理小说创作与出版现状浅谈》 华斯比
  - 《西巴斯贝之恋》 高普
  - 《濒死的女人》 时晨
  - 《石阳谍影》 何慕
  - 《玫瑰花的葬礼》 原晓
  - 《八宝簪》 E伯爵
  - 《极度怀疑》 何许人
  - 《孤女太妃糖》 豆沙饭团
  - 《欺诈之狐》 轩弦
  - 《来自德玛西亚的死亡遗言》 亮亮

- 《2016年中国悬疑小说精选》 长江文艺出版社（2017） ISBN 9787535493040
  - 《娱乐时代的悬疑推理小说》 华斯比
  - 《一簇朝颜花》 拟南芥
  - 《谋杀自己》 香无
  - 《寒蝉鸣泣》 何慕
  - 《冥王星密室杀人事件》 赤膊书生
  - 《胆小鬼的灵感》 燕返
  - 《缄默之碁》 时晨
  - 《孤独的孩子》 河狸
  - 《套层空间》 方洋
  - 《卧底能有几条命》 亮亮
  - 《LOOP》 王稼骏
  - 《天蛾人事件》 鸡丁
  - 《冬之喜剧》 陆秋槎
  - 《枯苇余春》 梁清散

- 《2017年中国悬疑小说精选》 长江文艺出版社（2018） ISBN 9787570200528
  - 《中国悬疑推理的青春新势力》 华斯比
  - 《秋之气息》 柳荐棉
  - 《醉虾》 周浩晖
  - 《岁月神偷》 何慕
  - 《请勿高空抛物》 鸡丁
  - 《山狐》 谢柯盼
  - 《乱世蚁•恨别惊心鸟》 拟南芥
  - 《五行塔事件》 时晨
  - 《护陵手记》 永晴
  - 《爱丽丝漫游乌托邦》 豆包
  - 《十重人格》 方洋

- 《2018年中国悬疑小说精选》 长江文艺出版社（2019） ISBN 9787570207336
  - 《现实与幻想：悬疑推理小说腾飞之双翼》 华斯比
  - 《惊悚乐园•平田的世界》 三天两觉
  - 《济南的风筝》 梁清散
  - 《黑十字•白玉兰》 原晓
  - 《死亡保险》 Sybil
  - 《死亡歌谣》 苏小晗
  - 《我的弟弟是名侦探》 王稼骏
  - 《文学少女对数学少女：不动点定理》 陆秋槎
  - 《光密室》 鸡丁
  - 《维多利亚的秘密》 河狸
  - 《猫的牺牲》 柳荐棉
  - 《猎凶》 永晴
  - 《踏雪者之斗蟀会》 君天

- 《2019年中国悬疑小说精选》 长江文艺出版社（2020） ISBN 9787570213924
  - 《日常之谜、怪谈与我们无处安放的罪念》 华斯比
  - 《异灾》 海漄
  - 《非关正义》 何慕
  - 《远岛方舟》 言桄
  - 《红字连载事件》 方洋
  - 《时钟不会撒谎》 中生礼
  - 《转世》 凌小灵
  - 《公交，彩票与咖啡店》 青稞
  - 《鬼火之翼》 柳荐棉
  - 《十年》 豆包
  - 《密室逃脱》 雷钧

- 《2020年中国悬疑小说精选》 长江文艺出版社（2021） ISBN 9787570219476
  - 《你一生的魔术》 许言
  - 《牵丝戏，傀儡剧》 永晴
  - 《死者，AI》 青稞
  - 《零的奇迹与二分魔法》 会厌
  - 《鲠》 轶秋
  - 《变道》 盐糖
  - 《子彦》 伏羲、嘉航、烟雨痴缠
  - 《埋下硬币之后》 无盐城

- 《给孩子的推理故事》 长江出版社（2019） ISBN 9787549265701
  - 《献给孩子的智力礼物》 《给孩子的推理故事》编辑部
  - 《为孩子打开推理之门——爱伦•坡与十个日常之谜》 华斯比
  - 《彼岸的心》 鸡丁
  - 《国王的游戏》 段一
  - 《圣诞夜奇迹》 林斯谚
  - 《山狐》 谢柯盼
  - 《远岛方舟》 言桄
  - 《猫咪之夜的谜团》 张小猫
  - 《爱语天机》 徐俊敏
  - 《寻狗事务所》 青稞
  - 《亚斯伯格的双鱼》 王稼骏
  - 《弄脏衣服的人》 时晨

- “中国近现代侦探小说拾遗”丛书
  - 《李飞探案集》 陆澹安 北京联合出版公司（2021） ISBN 9787559649652
  - 《胡闲探案》 赵苕狂 北京联合出版公司（2021） ISBN 9787559649645
  - 《中国侦探：罗师福》 南风亭长 北京联合出版公司（2021） ISBN 9787559649775
  - 《刘半农侦探小说集》 刘半农 北京联合出版公司（2021）ISBN 9787559651983

## 脚注
1. ↑  . 中华文学选刊. 2020-01-14.
2. ↑  . 半岛网. 2020-08-17  [2021-04-03]. （原始内容存档于2020-08-31）.